# Osman Kavala
Osman Kavala (Parigi, 2 ottobre 1957) è un imprenditore e filantropo turco, difensore dei diritti umani, prigioniero politico dal novembre 2017..
Kavala ha sostenuto numerose organizzazioni della società civile dall'inizio degli anni '90. È fondatore e presidente del consiglio di amministrazione di Anadolu Kültür, un'organizzazione culturale e artistica senza scopo di lucro con sede a Istanbul. Nel 2019, ha ricevuto il 21º Premio Europeo per i Beni Archeologici della Associazione Europea degli Archeologi per i suoi sforzi per proteggere e preservare esempi significativi del patrimonio culturale in pericolo in Turchia. Nel 2019 ha ricevuto anche il 17º Premio Ayşenur Zarakolu per la Libertà di Pensiero ed Espressione dalla filiale di Istanbul dell'Associazione per i Diritti Umani.
Nell'aprile 2022 è stato condannato all'ergastolo in merito alle proteste governative al Gezi Park di Istanbul nel 2013 e al fallito golpe del 2016 contro il presidente turco Erdogan.

## Biografia
Proviene da una famiglia di commercianti di tabacco
che si trasferì dalla Grecia settentrionale alla Turchia nello scambio di popolazione tra i due paesi nel 1923. Kavala ha frequentato il Robert College di Istanbul. Ha studiato management presso la Middle East Technical University di Ankara ed economia presso l'Università di Manchester, nel Regno Unito. Ha iniziato un programma di dottorato presso la New School for Social Research di New York, ma è tornato a Istanbul quando suo padre morì nel 1982 e ha rilevato l'impresa di famiglia Kavala Companies.

### Attività editoriali
A partire dai primi anni '80, Kavala ha contribuito alla fondazione di diverse società editoriali in Turchia. Dopo il colpo di Stato del 1980, ha co-fondato nel 1983 la casa editrice İletişim Yayınları. Nel 1985, ha co-fondato Ana Publishing con Nazar Büyüm ve Selahattin Beyazıt, che ha pubblicato AnaBritannica (la versione turca di Encyclopædia Britannica), Britannica Compton's e Temel Britannica. Diventando anche membro del consiglio di amministrazione di Aras Publishing.

### Attivismo nella società civile
Dagli anni '90, Kavala ha contribuito a numerose organizzazioni della società civile in Turchia. Nel 1984 è bastato tra i fondatori di BILSAK (Science Art Culture Services Society), che ha promosso discussioni su genere ed ecologia. Ha poi contribuito alla creazione di diverse ONG avviate negli anni '90. Tra queste vi sono TEMA (Fondazione turca per la lotta all'erosione del suolo per il rimboschimento e la protezione degli habitat naturali), l'Assemblea dei cittadini di Helsinki e il Centro per la democrazia e la riconciliazione nell'Europa sud-orientale. Ha fatto parte del consiglio di amministrazione della Fondazione turca del cinema e della cultura audiovisiva (TÜRSAK), della Fondazione turca per gli studi economici e sociali (TESEV), dell'Associazione per la protezione del patrimonio culturale (KMKD), del Truth Justice Memory Center e Fondazione di storia della Turchia Kavala è anche noto per essere uno sponsor di Amnesty International. Ha partecipato attivamente allo sviluppo di Spaces of Culture, un progetto volto a promuovere e sostenere le attività culturali di Smirne, Diyarbakır e Gaziantep. Il progetto è avviato dal Goethe-Institut, il Consolato Generale di Svezia a Istanbul, l'Ambasciata dei Paesi Bassi e l'Institut francais de Turquie, in collaborazione con Anadolu Kültür e Istanbul Foundation for Culture and Arts (IKSV).
Dal 2002 ha lavorato molto per la fondazione di beneficenza Anadolu Kültür, di cui è il fondatore e presidente. Anadolu Kültür gestisce centri culturali nelle regioni sottosviluppate della Turchia e promuove la cooperazione culturale con i paesi delle regioni del Caucaso, dei Balcani e dell'Unione europea. L'organizzazione sostiene le collaborazioni locali, regionali e internazionali nel campo delle arti e della cultura e promuove la protezione e la conservazione del patrimonio culturale. La sua visione è di contribuire a una società pluralista e democratica. Le sue iniziative includono Diyarbakir Arts Center (2002 - in corso), Kars Arts Center (2005-2009) e Depo a Istanbul - che ospita mostre, conferenze, proiezioni e workshop.
Kavala è stato un membro fondatore della Open Society Foundation in Turchia, una rete internazionale di donazioni creata dal miliardario americano-ungherese George Soros. Nel 2018 la Fondazione ha cessato tutte le sue attività in Turchia. In una conversazione con il giornalista Şirin Payzın, Kavala ha affermato di "rispettare Soros" e che "le nostre opinioni si sovrappongono su questioni come il corretto funzionamento delle istituzioni legali, la protezione e l'estensione dei diritti civili, il sostegno delle organizzazioni della società civile. difensori dei diritti e politiche sull'immigrazione". Ha aggiunto che le sue "opinioni sulle politiche egualitarie in campo sociale ed economico sono diverse" e ha criticato alcune delle attività della Fondazione in alcuni paesi. Il presidente turco Recep Tayyip Erdoğan ha risposto alle critiche di Kavala, dicendo che "i legami della persona che chiamano il 'Soros rosso della Turchia' stanno venendo alla luce", e ha accusato Kavala di essere responsabile delle proteste di Gezi Park del 2013 e del "trasferimento di fondi significativi a determinati luoghi". In un editoriale pubblicato sul New York Times, Kavala afferma: "Sembra che sia stato scelto perché ero membro del consiglio della Fondazione Open Society in Turchia e per la mia open-finanziaria, anche se non ho sostenuto la campagna per proteggere Gezi Park".

### Serie degli arresti
Il 18 ottobre 2017 Osman Kavala è stato arrestato all'aeroporto Atatürk di Istanbul dopo la sua visita a Gaziantep per un progetto congiunto con il Goethe Institute.  Il 25 ottobre 2017, il quotidiano Daily Sabah, vicino al governo di Erdoğan, lo ha accusato di essere un "magnate degli affari con un background losco" e di avere contatti con il "Gülenist Terror Group" (FETÖ).
È stato arrestato sia per l'articolo 309 che per l'articolo 312 del codice penale turco. L'articolo 309 ("tentativi di abolire, sostituire o impedire l'attuazione, con la forza e la violenza, dell'ordine costituzionale della Repubblica di Turchia") era collegato a un'indagine sul tentativo di colpo di Stato turco del 2016)  e l'articolo 312 ("l'uso della forza e della violenza, per abolire il governo della Repubblica di Turchia o per impedirgli, in tutto o in parte, di adempiere ai suoi doveri"))  era collegato a un'indagine sulle proteste di Gezi Park. Il politico tedesco Daniel Cohn-Bendit, in una lettera pubblica a Osman Kavala il 29 marzo 2018, ha scritto: "Cerco di capire il motivo del tuo arresto, ma non riesco a capirlo. (...) Sono convinto che la democrazia trionferà, e presto potremo brindare al nostro comune futuro dal Bosforo. Ti aspetto a Francoforte".
In merito all'articolo 312 o al processo Gezi Park, come viene indicato dalla stampa, si tratta di un atto d'accusa penale, accettato il 4 marzo 2019 dalla 30ª Corte Penale di Istanbul, con cui si chiede l'ergastolo per Kavala e altre 15 persone, tra cui il giornalista Can Dündar e l'attore Memet Ali Alabora. Gli imputati sono accusati di formare la mente dietro le quinte delle proteste di Gezi Park, viste nel documento come un "tentativo di rovesciare il governo con la violenza". L'accusa afferma anche che dietro la cospirazione vi sarebbe stato George Soros.  Il processo doveva iniziare il 24 giugno 2019, il verdetto è stato emesso solo il 18 febbraio 2020, quando Kavala è stato assolto.
Secondo la tecnica del "processo calderone", il 18 febbraio 2020, poche ore dopo la sua assoluzione sull'articolo 312, il procuratore capo di Istanbul ha chiesto la continuazione della detenzione di Kavala per effetto dell'articolo 309, sebbene l'ufficio del procuratore di Istanbul avesse ordinato la sua rimessa in libertà in merito all'articolo 309 l'11 ottobre 2019. Il 19 febbraio 2020 Kavala è stato nuovamente arrestato per l'articolo 309  per poi essere prosciolto il 20 marzo 2020.
Il 9 marzo 2020, Kavala è stato nuovamente arrestato in base all'articolo 328 ("garantire informazioni che, per sua natura, devono essere mantenute riservate per motivi relativi alla sicurezza o agli interessi politici interni o esteri dello Stato, a fini di spionaggio politico o militare").  L'arresto è avvenuto solo un giorno prima che la sentenza della Corte europea dei diritti dell'uomo sulla detenzione preventiva di Kavala diventasse definitiva il 10 marzo. Questa sentenza affermava che non vi erano prove sufficienti a sostegno delle accuse contro Kavala e che "l'atteggiamento dell'accusa poteva essere considerato tale da confermare l'affermazione del ricorrente secondo cui le misure prese contro di lui perseguivano un ulteriore scopo, vale a dire ridurlo al silenzio come un attivista delle ONG e difensore dei diritti umani, per dissuadere altre persone dall'intraprendere tali attività e per paralizzare la società civile nel Paese". Ha anche richiesto che il governo turco "prendesse ogni misura per porre fine alla detenzione del ricorrente e per ottenere il suo rilascio immediato".
Osman Kavala è nella prigione di massima sicurezza di Silivri dal 1º novembre 2017. Dopo la sentenza del tribunale del 20 marzo è stato arrestato tre volte e assolto due volte dallo stesso reato relativo all'articolo 309. Il direttore esecutivo di Human Rights Watch, Kenneth Roth, ha dichiarato che "il nuovo arresto immediato di Osman Kavala in un'altra indagine fasulla dopo la sua assoluzione dalle accuse inventate per le proteste di Gezi Park mostra come il sistema di giustizia penale della Turchia sia politicamente manipolato, con detenzione e procedimenti giudiziari perseguiti per capriccio politico del presidente".
Dopo la decisione emessa dal Comitato dei Ministri del Consiglio d'Europa il 3 settembre 2020, la Commissione internazionale dei giuristi (ICJ), Human Rights Watch e il Progetto di sostegno al contenzioso sui diritti umani della Turchia hanno chiesto alle autorità turche di rilasciare immediatamente Osman Kavala, in carcere dopo essere stato assolto dal marzo 2020. Nel settembre 2021, il Comitato dei Ministri del Consiglio d'Europa ha dato alla Turchia tempo fino al dicembre 2021 per rilasciare Kavala prima di iniziare una procedura di infrazione contro la Turchia.
Nell'ottobre 2021, la richiesta di rilascio di Kavala è stata sostenuta da dieci ambasciate (Stati Uniti, Germania, Canada, Danimarca, Finlandia, Francia, Paesi Bassi, Nuova Zelanda, Norvegia e Svezia), i cui ambasciatori sono stati successivamente dichiarati personae non gratae in una dichiarazione del presidente Erdoğan.
Il 25 aprile 2022, sempre in relazione al suo sostegno alle proteste anti governative al Gezi Park di Istanbul nel 2013, Kavala è stato condannato all'ergastolo senza possibilità di libertà condizionale dal tribunale di Caglayan. Il 10 marzo 2023 il Comitato dei ministri del
Consiglio d'Europa ha nuovamente sollecitato le autorità
turche a rilasciare immediatamente l'attivista Osman Kavala
e Selahattin Demirtas, in ottemperanza alle sentenze della
Corte europea dei diritti dell'uomo: il Comitato dei ministri ha
fortemente deplorato il fatto che Kavala sia ancora detenuto
da più di tre anni dopo la prima sentenza della Corte
europea relativa al suo caso. Secondo il Comitato, è
essenziale che le autorità turche si impegnino
ulteriormente e quanto prima su questo tema, sottolineando che «è responsabilità
condivisa di tutte le autorità competenti della Turchia,
compresa la magistratura, eliminare tutte le conseguenze
negative delle accuse penali mosse contro Kavala, in
particolare garantendone l'immediato rilascio».

## Vita privata
Ha sposato nel 1988 Ayse Bugra, docente di politica economica all'Istituto Ataturk e di storia moderna turca all'Università Boğaziçi di Istanbul.